# Placa somalí

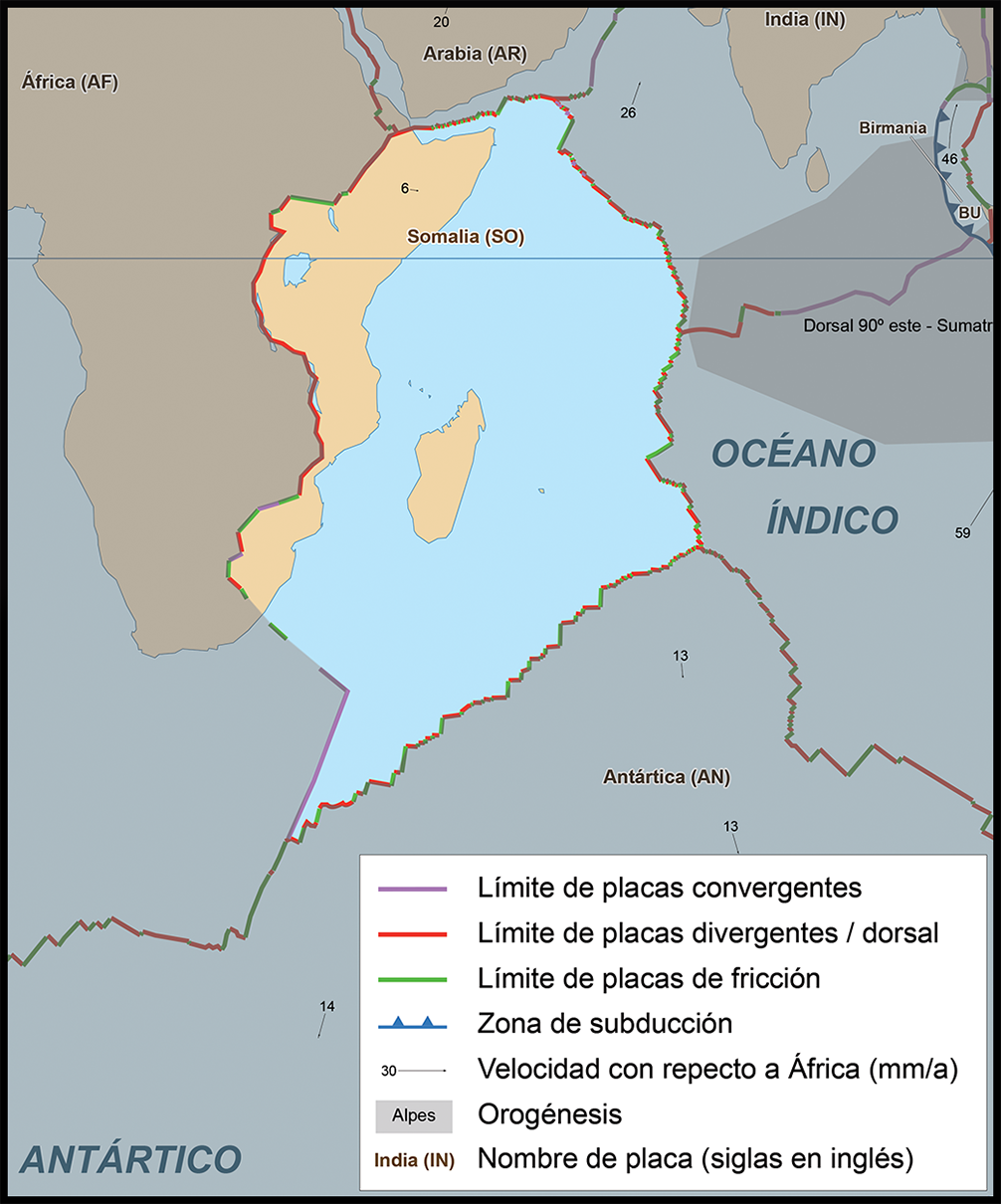
Placa tectónica en formación. Placa Somalí

Valle del Rift (en alemán)

La placa Somalí es una placa tectónica menor que se extiende a ambos lados del Ecuador en el hemisferio oriental. Es una parte de la placa africana que se está separando a la altura del Gran Valle del Rift. Esta fractura ha generado diversos lagos y volcanes, entre ellos el Kilimanjaro (el punto más elevado de África). Se cree que, a largo plazo, la placa se separará por completo para formar un subcontinente a la manera del subcontinente indio. Se encuentra aproximadamente en el centro de la isla de Madagascar e incluye aproximadamente la mitad de la costa este de África, desde el golfo de Adén en el norte hasta el Valle del Rift de África Oriental. El límite sur con la placa nubio-africana es un límite de placa difusa que consiste en la placa de Lwandle.

## Geología
La Placa Arábiga diverge hacia el norte formando el Golfo de Adén. La Placa India, la Placa Australiana y la Placa Antártica divergen de la Placa Somalí formando el Océano Índico oriental. La cresta térmica de la frontera entre Somalia e India se denomina Cresta de Carlsberg. La cresta del límite somalí-australiano se denomina Cresta India Central. La cresta de extensión del límite somalí-antártico se denomina Cresta Índica del Suroeste. El límite occidental con la placa africana diverge para formar el Rift de África Oriental, que se extiende al sur desde la triple unión en la depresión de Afar. Las Seychelles y la meseta de Mascarene se encuentran al noreste de Madagascar.